# Martín Fernández de Angulo Saavedra y Luna
Martín Fernández de Angulo Saavedra y Luna (falecido a 21 de junho de 1516) foi um prelado católico romano que serviu como Bispo de Córdoba (1510 – 1516) e Bispo de Cartagena (1508–1510).

## Biografia
No dia 22 de dezembro de 1508, Martín Fernández de Angulo Saavedra y Luna foi escolhido pelo Rei da Espanha e confirmado pelo Papa Júlio II como Bispo de Cartagena. A 30 de setembro de 1510, foi escolhido pelo Rei da Espanha e confirmado pelo Papa Júlio II como Bispo de Córdoba. Serviu como Bispo de Córdoba até à sua morte a 21 de junho de 1516.